# Centrothele lorata
Centrothele lorata là một loài nhện trong họ Lamponidae. Loài này được phát hiện ở Queensland.